# Scusate il ritardo
Pour plus de détails, voir Fiche technique et Distribution.
Scusate il ritardo est une comédie italienne réalisée en Massimo Troisi sortie en 1983.

## Synopsis
Naples. Vincenzo est un jeune homme sans emploi dont l'existence est dépourvue de stimuli, dictée par la paresse, l'ennui et l'hypocondrie. Contrairement à sa mère Assunta, occupée aux tâches ménagères qui l'ennuient perpétuellement, à sa sœur Patrizia, mariée et ayant un enfant à charge, et à son frère Alfredo, acteur toujours en déplacement pour ses représentations théâtrales, Vincenzo se dérobe à toute tâche ou responsabilité, même sur le plan humain. Ce dernier aspect se manifeste particulièrement à l'égard de son ami Tonino, qui cherche en lui une épaule pour pleurer après avoir été quitté par sa petite amie, mais ne trouve que des réponses banales et indécises, et une compassion apparente qui dissimule à peine l'indifférence.
L'occasion pour Vincenzo de changer de vie se présente lorsqu'il rencontre Anna, une ancienne camarade de classe de Patrizia qu'il a rencontrée à l'enterrement de l'un de leurs parents. Après une approche timide, tous deux entament une relation dans laquelle celle qui semble la plus motivée est Anna, qui aspire à l'amour et à la tendresse après une expérience sentimentale qui a mal tourné. Vincenzo, au contraire, ne semble pas vivre l'histoire avec le même engagement passionné que son amie. Il se montre grincheux et indolent aux yeux d'Anna dans diverses situations, notamment lorsque Tonino, de plus en plus déprimé, dissimule à peine ses intentions suicidaires en se rendant tard dans la nuit dans une gare où il médite sous la pluie l'acte de se jeter sous un train, de surcroît avec un cran d'arrêt dans la poche.
Anna commence à regretter le manque d'attention et de soin de Vincenzo à son égard, elle se sent incomprise, elle ne voit pas de complicité. La crise décisive survient lorsqu'un dimanche après-midi, alors qu'ils sont tous les deux au lit, il allume par hasard la radio et, en entendant la nouvelle de la victoire éclatante de Cesena sur le SSC Napoli, semble s'intéresser davantage à son équipe favorite qu'aux doutes d'Anna sur leur relation. La jeune femme décide donc de le quitter et de déserter Naples pour retourner travailler à Pérouse, d'où elle était partie pour retrouver ses parents. Lui, se rendant compte pour la première fois ce qu'il est en train de perdre, essaie de la convaincre de rester, et Anna lui propose une pause d'un mois pour y réfléchir. Alors qu'il sombre dans le découragement, Tonino apparaît miraculeusement régénéré par la découverte d'une nouvelle petite amie. Et, faisant preuve de beaucoup plus d'humanité que son ami à l'époque, c'est lui qui convainc Anna de retourner auprès de Vincenzo. Ce dernier, bien qu'il le fasse comme d'habitude sans aucune conviction, demande à Anna de rester dans sa vie.

## Fiche technique
- Titre original : Scusate il ritardo[1] (litt. « Désolé pour le retard »)
- Réalisation : Massimo Troisi
- Scénario : Anna Pavignano, Massimo Troisi
- Photographie : Romano Albani (it)
- Montage : Antonio Siciliano (it)
- Musique : Antonio Sinagra
- Effets spéciaux : Giovanni Corridori (it)
- Décors : Bruno Garofalo
- Costumes : Bona Nasalli Rocca
- Maquillage : Alfredo Marazzi
- Production : Mauro Berardi (it)
- Société de production : Yarno Cinematografica
- Format : couleurs - son Dolby - 35 mm
- Pays de production :  Italie
- Langue originale : italien
- Durée : 112 minutes
- Genre : comédie
- Date de sortie :
  - Italie : 25 février 1983

## Distribution
- Massimo Troisi : Vincenzo Rocco
- Giuliana De Sio : Anna
- Lina Polito : Patrizia Rocco
- Franco Acampora : Alfredo Rocco
- Olimpia Di Maio : Assunta Rocco
- Lello Arena : Tonino
- Luigi Uzzo : chef de gare
- Nicola Esposito : professeur
- Anna Pavignano : Rita, la petite amie de Tonino
- Valeria Veneruso : Valeria

## Production
La gare dans laquelle se déroule une scène du film est celle de Giugliano-Qualiano à Giugliano in Campania, tandis que les escaliers où se déroule une partie du dialogue entre Vincenzo et Tonino se trouvent à Naples, dans la Via Andrea Mariconda, aujourd'hui Scale Massimo Troisi, dans le quartier de Chiaia.
Le titre du film fait référence à la fois au temps écoulé depuis le film précédent (Ricomincio da tre, 1981) et à la temporalité différente de l'amour et à la non-synchronie des relations.
Le film a rapporté 3,5 milliards de lires de recettes,, plaçant le film 7e du box-office Italie 1982-1983.